# الركب (حبيش)

تعديل مصدري - تعديل

الركب محلة تابعة لقرية العدن العالى، التابعة لعزلة بني شبيب بمديرية حبيش إحدى مديريات محافظة إب في الجمهورية اليمنية، بلغ تعداد سكانها 24 حسب تعداد اليمن لعام 2004.